# 샨 브룩
샨 브룩(영어: Siân Brooke, 1980년 ~ )은 잉글랜드의 배우이다. 할리우드 영화 《미션 임파서블: 폴아웃》(2019)에 출연 예정이다.
셜록 시즌4에 출연하여 관심을 받았다. 셜록 이전에 햄릿에서 베네딕트 컴버배치와 호흡을 맞춘 바 있다.
닥터포스터에 출연하였다.

## 출연 작품
- 햄릿 (2015)
- 더 커맨더: 애브덕션 (2008)
- 하우스와이프, 49 (2006)
- 다이노토피아 (2002)